# Bob Bradley
Bob Bradley, celým jménem Robert Frank Bradley, (* 3. března 1958, Montclair, New Jersey, USA) je americký fotbalový trenér naposledy působící v Los Angeles FC v Major League Soccer. Pět let vedl americkou reprezentaci, se kterou vyhrál Zlatý pohár CONCACAF a získal stříbrné medaile na Konfederačním poháru FIFA.

## Kariéra

### Univerzitní fotbal
Bradleyho trenérská kariéra začala již ve 22 letech, když byl jmenován trenérem týmu Ohijské univerzitě. Po dvou letech u Bobcats začal pracovat na University of Virginia pod trenérem Brucem Arenou jako asistent a skaut a poté vzal práci na své alma mater, Princetonské univerzitě. Tigers vedl Bradley 11 let, vyhrál s nimi dva tituly v Ivy League.

### Major League Soccer
V roce 1996 se Bradley opět stal Arenovým asistentem, tentokrát v D.C. United v nově vytvořené Major League Soccer. S D.C. vyhráli dvakrát MLS a poté se stal v roce 1998 trenérem nově založeného týmu Chicago Fire. V první sezoně u Fire vyhrál ligu i pohár a byl jmenován trenérem roku. Třetí trofej přidal v roce 2000, když ovládl pohár. Po sezoně 2002 Bradley na funkci rezignoval, aby se vrátil do rodného New Jersey, do týmu MetroStars. MetroStars dovedl k jejich historicky prvnímu finále v US Open Cupu. Bradley získal pozornost kvůli incidentu v zápase s D.C. United, kdy zneužil právo čtvrtého střídání brankáře tak, že brankář Tim Howard si na chvíli vyměnil pozici s jedním hráčem z pole, aby záložník Eddie Gaven mohl vstoupit do hry klasifikován jako brankář. Po střídání se Gaven přesunul do zálohy a Howard zpět do brány. Bradley zůstal v MetroStars tři sezony, poté byl tři zápasy před koncem sezony 2005 propuštěn. Krátce poté byl jmenován trenérem v CD Chivas USA, které po slabé inaugurační sezoně dovedl ke třetímu místu v západní konferenci.

## Soukromý život
Bradleyho bratr Scott hrál v 80. a 90. letech baseball v Major League Baseball za Seattle Mariners a další tři kluby a je baseballovým trenérem na Princetonské univerzitě. Jeho další bratr, Jeff, je sportovní novinář na ESPN. Bradley je ženatý s Lindsay Sheehanovou, bývalou univerzitní hráčkou lakrosu. Jejich syn Michael je fotbalistou, který působil v Eredivisie, Bundeslize, Premier League a Serii A a od roku 2014 hrající v Major League Soccer za Toronto FC. Michael je také kapitánem americké reprezentace. Bradley má také dceru Ryan, která je manželkou fotbalisty Andyho Rose působícího v MLS ve Vancouver Whitecaps FC.